# 6256 Канова
6256 Канова (6256 Canova) — астероїд головного поясу, відкритий 24 вересня 1960 року.
Тіссеранів параметр щодо Юпітера — 3,480.